# Turnera guianensis
Espèce
Classification phylogénétique
Synonymes
Selon GBIF (11 mai 2022) :
- Tribolacis juncea Griseb.
- Turnera humboldtii Spreng.

Turnera guianensis est une espèce de plantes à fleurs de la famille des Passifloraceae (anciennement des Turneraceae). C'est un arbrisseau trouvé en Amérique.
On la connaît sous le nom de Sauce au Venezuela.

## Description
Turnera guianensis est une plante herbacée graminoïde, haute de 10–70 cm, entièrement glabre, à tiges grêles, dressées, longitudinalement striées, à base ramifiée, devenant ligneuse.
Les feuilles sont espacées, avec le limbe aigu, étroitement linéaire, long de 1-6(7) cm pour 1-3 mm de largeur au maximum (les supérieures beaucoup plus petites en bractéoles portant les fleurs), à marges entière ou dentée, avec 1 paire de glandes discoïdes basales[Quoi ?], mesurant 20-70 x 1-3 mm. 
Le pétiole mesure moins de 4 mm de long.
La nervure médiane est saillante.
Les nervures latérales sont réunies en une veine marginale[Quoi ?].
Les stipules noirs, sont très réduits. 
Les fleurs sont jaunes, hétérostyles, solitaires, insérées à l'aisselle des bractéoles supérieures, parfois regroupées au sommet des axes en grappes terminales pauciflores.
Le pédicelle est bien développé, adné au pétiole de la feuille sous-jacente (la partie libre est longue de 0 à 2 mm).
Les bractéoles sont longues de 3 mm, avec quelques poils à l'extrémité.
Le calice est cylindrique, un peu contracté au-dessus de la base, long d'environ 8 mm, totalement glabre à l'extérieur.
L'intérieur du tube est pubescent, aussi long ou légèrement plus court que les lobes lancéolés. 
La corolle est composée de pétales jaunes, acuminés, très peu poilus, de forme obovale à spatulé[pas clair], longs de 3,5-5(6) mm.
Les filets sont légèrement épaissis et peu poilus dans la partie inférieure, longs de 5 à 6 mm dans les fleurs brévistylées, et de 4 à 4,5 mm dans les fleurs longistylées.
Les anthères sont ovales, obtuses, longues de 1,2-1,5 mm pour 0,5-0,7 mm de large.
L'ovaire est subglobuleux[Quoi ?], glabre ou avec quelques poils à l'apex, contenant 8-18 ovules.
Le style est glabre, long de 1,6-1,8 mm chez les fleurs brévistylées, et de 7 mm chez les fleurs longistylées.
Les fruits sont des capsules sub-globuleuses[Quoi ?], sub-glabres[Quoi ?] et lisses, mesurant 4-5 mm de diamètre, dépassant les bractéoles persistantes.
Les graines sont longues de 1,6-1,8 mm pour 0,9-1,0 mm de diamètre, alvéolées, et le bord des alvéoles nettement gibbeux, avec une strophiole étroite, deux fois moins longue que la graine
,,,.

## Répartition
Turnera guianensis est présent à Trinidad, au Venezuela (Bolívar, Amazonas, Anzoategui, Apure, Guarico, Monagas), au Guyana, au Suriname, en Guyane,, en Colombie amazonienne, et au nord du Brésil.

## Écologie
Turnera guianensis pousse dans les savanes humides sur sol à engorgé jusqu'à la surface[pas clair], autour de 50–300 m d'altitude au Venezuela.
En Guyane, Turnera guianensis fleurit de mai à décembre.

## Protologues
En 1775, le botaniste Aublet propose le protologue suivant pour Turnera guianensis Aubl. :

« 3. TURNERA (Guianenſis). foliis linearibus, ſerratis ; floribus ſpicatis. (Tabula 114.)

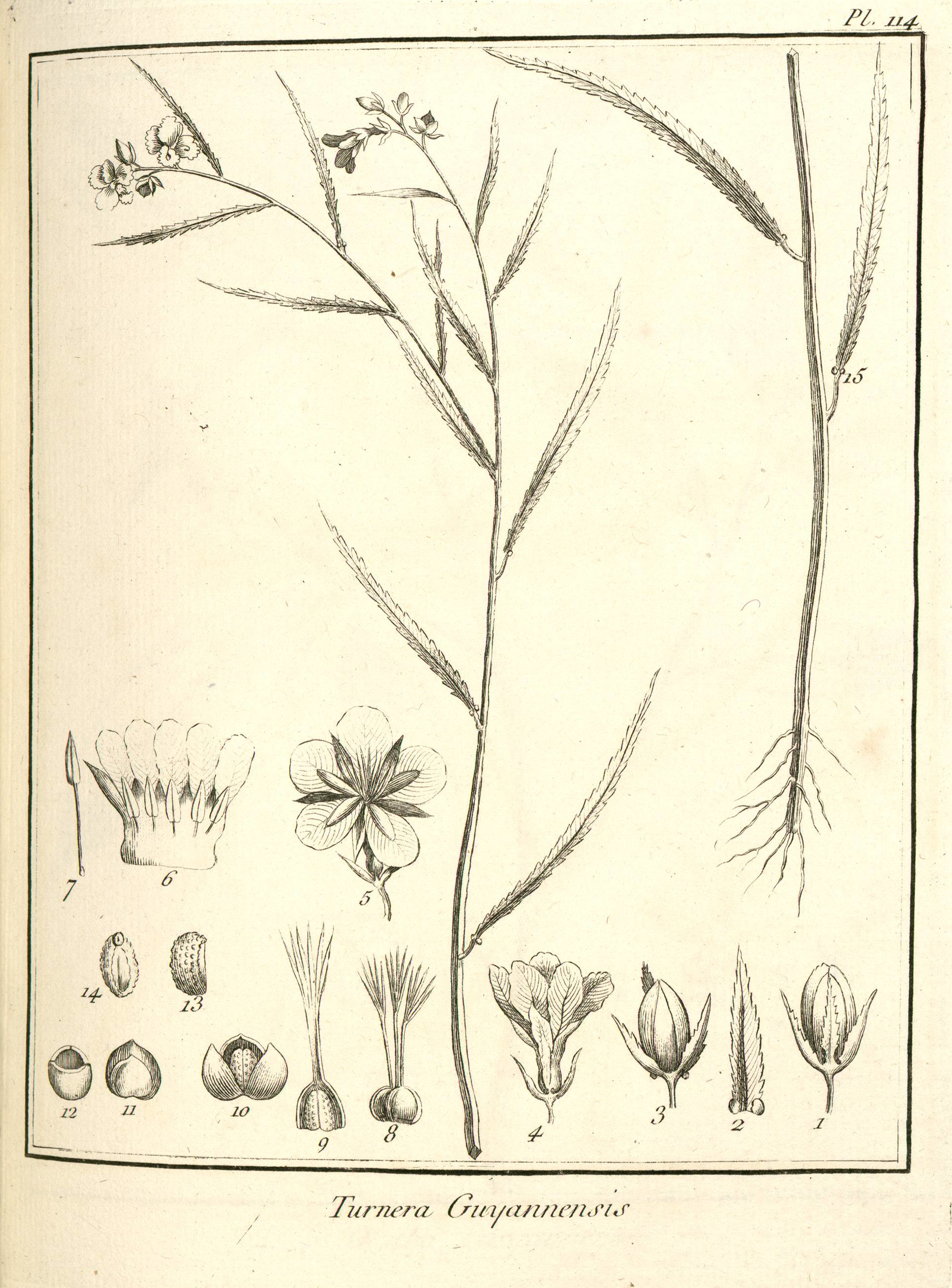
Turnera guianensis par Aublet (1775)
Planche 114 : On a un peu groſſi les parties de la fructification avec une étamine. Les autres détails ſont de grandeur naturelle. - 1. Bouton de fleur. - 2. Une feuille ſéparée de celles qui ſont à la baſe du calice. - 3. Bouton de fleur. - 4. Calice. Corolle. - 5. Corolle épanouie. - 6. Calice ouvert. Pétales. Étamines. - 7. Étamine. - 8. Ovaire. Style. Stigmates. - 9. Un côte de l’ovaire. Style. Stigmates. - 10. Capſule ouverte en trois valves. - 11. Une valve. - 12. Capſule coupée en travers. - 13. Semence vue de côte. - 14. Semence vue de face. - 15. Glandes qui ſont à la baſe des feuilles.

Planta caulem ſublignoſam, bipedalem è radice emittens. Folia alterna, linearia, ſerrulata, ſeſſilia, verſus baſim biglanduloſa. Flores ſpicati, terminales, pedunculis brevibus innixi, ſinguli ad exortum biglanduloſi. Corolla flava. Capsula ſubtrigona, trivalvis. Semina tria, rugoſa.
Florebat Aprili.
Habitat in pratis paludoſis Timoutou dictis.

LA TURNERE de Timoutou. (Planches 114.)
La racine de cette plante eſt fibreuſe, rameuſe, caſſante, griſâtre en dehors, blanche en dedans ; mâchée, elle a un goût douceâtre.
Du collet de cette racine pouſſe une tige rameuſe, menue, un peu ligneuſe, haute de deux pieds, garnie de feuilles vertes, alternes, ſeſſiles, longues, étroites, aiguës, légèrement dentelées ; près de leurs attaches & en deſſous, elles ont deux petits corps glanduleux.
Les fleurs naiſſent à l'extrémité des tiges & des rameaux en forme de petits épis. Chaque fleur a ſon pédoncule qui eſt garni de deux ou trois petites feuilles ſeſſiles, oppoſées, qui ont à leur baſe deux petits corps glanduleux.
Le calice eſt place entre ces deux feuilles. Il eſt d'une ſeule pièce blanchâtre, diviſé profondément en cinq parties, longues, étroites & aiguës.
La corolle eſt à cinq pétales jaunes, larges, arrondis, attaches par un onglet entre les diviſions du calice.
Les étamines ſont au nombre de cinq, rangées au deſſous de l'inſertion des pétales. Les filets ſont longs. Les anthères ſont jaunes, à deux bourſes.
Le piſtil eſt un ovaire verdâtre, à trois côtes arrondies, ſurmonté de trois styles jaunes, termines chacun par un stigmate diviſé en cinq, ſix & ſept filets jaunes.
L'ovaire devient une capsule triangulaire, qui s'ouvre de la pointe à la baſe en trois valves. Elle renferme trois ſemences oblongues & cannelées.
J'ai trouvé cette plante dans les ſavanes marécageuſes de Timoutou.
Elle étoit en fleur & en fruit dans le mois d'Avril.
On a un peu groſſi les parties de la fructification avec une étamine. Les autres détails ſont de grandeur naturelle. »

— Fusée-Aublet, 1775.